# Jean Le Veneur
Pour les articles homonymes, voir Le Veneur.
Jean Le Veneur, né vers 1473 et mort le 7 août 1543, est un ecclésiastique, bénédictin, et homme politique français.
Il était chanoine de Paris, évêque-comte de Lisieux (1505-1539), abbé du Bec et de l'abbaye de Lonlay, vicaire général de l'évêché d’Évreux, 37e abbé du Mont-Saint-Michel (1524-1539), grand aumônier de France (1526-1543) et cardinal (1533-1543). Il est généralement appelé le cardinal Le Veneur, mais on le trouve parfois aussi désigné comme le cardinal de Lisieux ou encore le cardinal de Tillières. Jean Le Veneur, ami des lettres, est cité dans le Quart Livre de Pantagruel de Rabelais.

## Biographie

### Évêque-comte de Lisieux

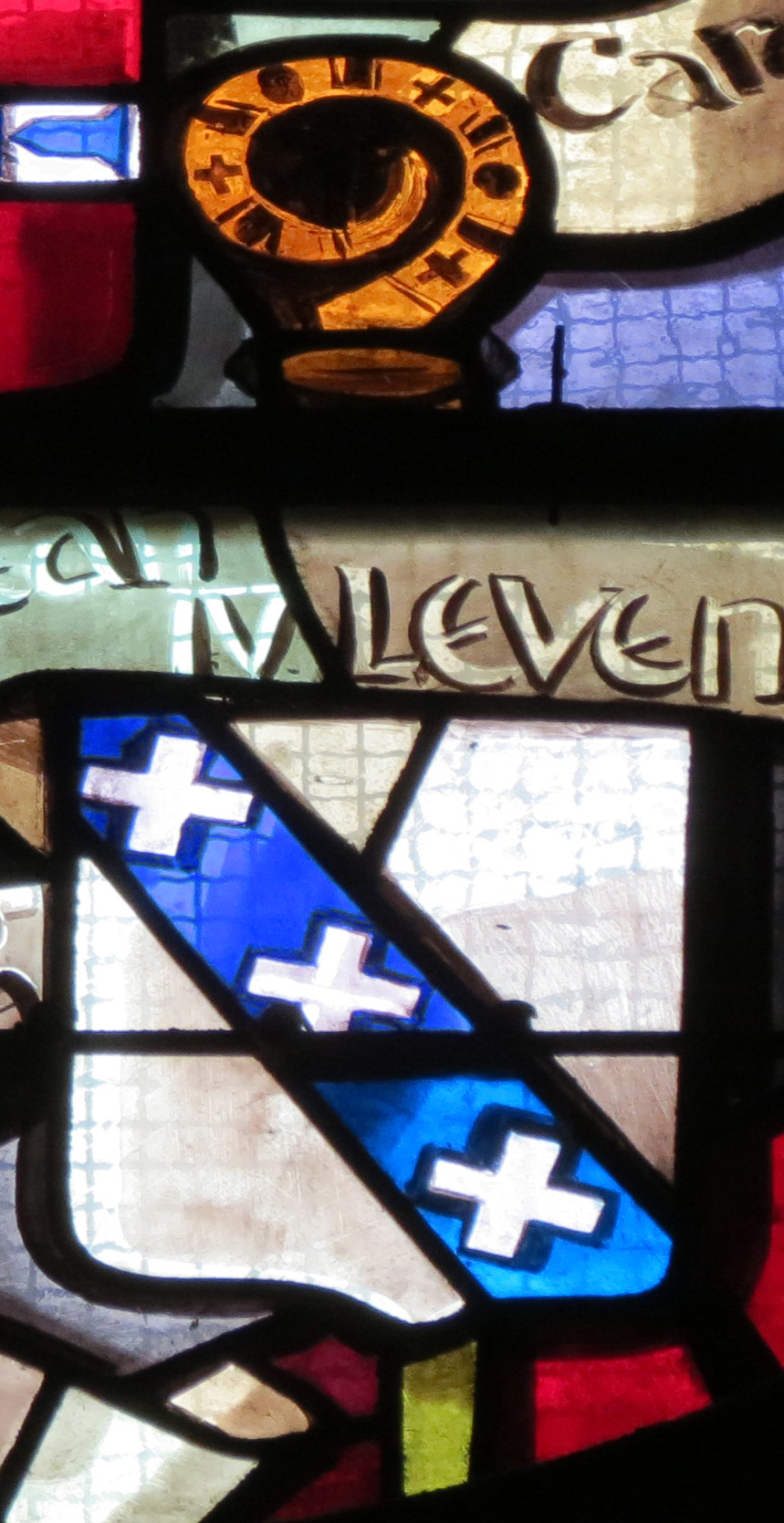
Blason de Jean IV Le Veneur de Tillières à la cathédrale de Lisieux.

Jean le Veneur naquit vers 1473 de l'union de Philippe le Veneur (1413-1486), baron de Tillières, du Homme et du Valquier, avec Marie Blosset, fille de Guillaume, seigneur de Saint-Pierre et de Carrouges, sœur de Jean Blosset (mort en 1531), seigneur de Carrouges. Ce dernier n'ayant pas d'héritier, il a cédé sa seigneurie à sa sœur de son vivant.
Il était chanoine de Paris, archidiacre de l'église de Lisieux et abbé de Saint-Grestain lorsqu'au décès de son oncle Étienne Blosset, évêque de Lisieux, le 2 octobre 1505, il fut à son tour fait évêque et comte de Lisieux et abbé du Bec. Il fit beaucoup de bien à son église de Lisieux, dont il demeura évêque jusqu'en 1539, date à laquelle il se démit de son évêché au profit de son cousin germain, du côté de sa mère, le futur cardinal Jacques d'Annebault.
Son frère Ambroise Le Veneur fut élu évêque d'Evreux en 1511, de même que son petit-neveu Gabriel Le Veneur en 1532.
Membre du Conseil royal à partir de 1516, il assiste au couronnement de la reine Claude en 1517. François Ier obtint qu'il soit élu abbé du Mont-Saint-Michel en 1524.

### Abbé du Mont-Saint-Michel
(novembre 2018).

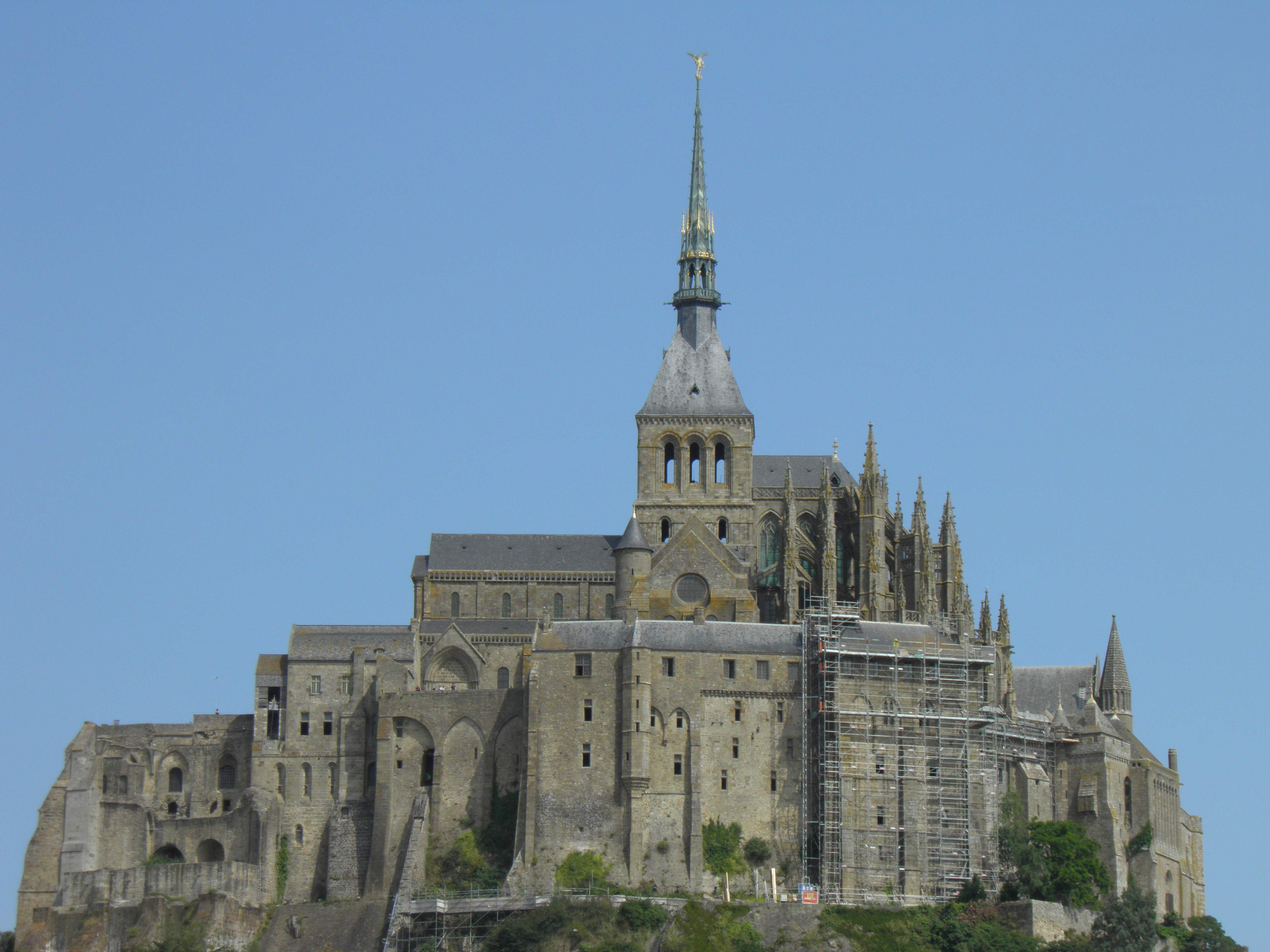
Abbaye du Mont-Saint-Michel.

Fulgence Girard, dans son Histoire géologique, archéologique et pittoresque de Mont Saint-Michel de 1843, décrit la prélature de Jean Le Veneur à l'abbaye du Mont-Saint-Michel dans ces termes :

« La mort de l'abbé Jean de Lamps, le 4 décembre 1523, sembla le signal des intrigues qu’inspira le désir de lui succéder à la prélature du Mont-Saint-Michel. François Ier et Louise de Savoie, alors au château de Blois, se virent subitement assiégés par les suppliques de vingt rivaux. La faveur dont Jean Le Veneur, évêque de Lisieux, et abbé commendataire du Bec, jouissait à la cour de France rendit inutiles toutes ces démarches et toutes ces prières. Cette prélature lui fut promise. Mais, voulant d’abord s’assurer des droits que le couvent pouvait avoir à l’élection de ses abbés, le roi et la reine invitèrent, par plusieurs lettres expresses, les religieux à leur députer quelques-uns de leurs frères, avec les titres qui leur attribuaient le privilège de l’élection canonique de leurs pasteurs.
Thomas Roussel, grand chantre, Michel d’Anneville, aumônier et archidiacre  et Louis de Festan, infirmier de l’abbaye, furent chargés de cette mission. Le roi, flatté de leur obéissance, leur fit l’accueil le plus bienveillant ; les bulles et les chartes dont ils étaient porteurs furent soumises à l’examen du conseil royal, qui reconnut la réalité de leurs droits électoraux ; mais le souverain ne leur en déclara pas moins positivement son désir et sa volonté de voir leurs suffrages octroyer la dignité abbatiale à l’évêque de Lisieux, son grand aumônier.
Les députés, de retour dans leur monastère, firent à leurs frères un rapport exact des divers incidents de leur députation. L’effet que produisirent sur les esprits les ordres du monarque, déjà exprimés dans les lettres royales qu’ils avaient reçues, ne fut pas tel que les partisans de l’évêque se crussent assurés de sa nomination. Informé de ces dispositions, Jean Le Veneur obtint de François Ier une lettre si impérative que les moines, ne pouvant décliner l’expression positive de la volonté du monarque, l’acceptèrent plus qu’ils ne l’élurent pour abbé.
À peine investi de ce titre, ce prélat envoya ses délégués pour se saisir de l’administration des biens du monastère et de la perception des revenus : fidèles aux ordres et aux vœux de leur maître, ces agents ne laissèrent à la mense conventuelle que ce dont ils ne purent la dépouiller. Le nombre de religieux fut même considérablement affaibli par leurs mesures fiscales. Ce fut ainsi que cette abbaye fut gouvernée pendant quinze ans.
La seule trace, selon don Huynes, que Jean Le Veneur y laissa de son passage comme abbé du Mont-Saint-Michel, fut celle de son écusson, qu'il fit en effet substituer d'abord à celui de Guillaume d'Estouteville qui brillait sur l'une des verrières du chœur, auprès de l'image de ce cardinal, puis à celui de Jean de Lamps à la clé de la voûte de l'abside, désireux sans doute, dans sa vanité, d'usurper le mérite et l'honneur de ces travaux.
Les seuls avantages que l'abbaye obtint sous sa prélature lui provinrent de la libéralité de Gabriel du Puys, esq., gouverneur de cette place. Le monastère reçut de lui la grille en fer qui fut posée au chœur, et 200 écus qu’il dépensa en prières ; la ville lui dut plusieurs ouvrages de fortifications, entre autres la tour en granit qui porte son nom, et au-dessus de laquelle un moulin fut établi dans la suite. On peut encore voir la vaste salle formée par l'intérieur de cette tour dont la plate-forme est supportée par un seul pilier. »

### Grand aumônier de France
Après le désastre de Pavie, le 24 février 1525, qui voit le roi fait prisonnier, Jean le Veneur devint lieutenant général au gouvernement de Normandie par lettres du duc d'Alençon le 4 mars 1525.
Il fut l'un des négociateurs du traité de Madrid de 1526.
Après sa libération, François Ier le nomma grand aumônier de France en 1526. C'est à ce titre qu'il réforma les statuts de l'hôpital des Quinze-Vingts à Paris.
Après le paiement de la rançon de quatre tonnes et demi d'or pour la libération des fils du roi, le 7 juillet 1530, il célèbre le mariage de François Ier et d'Éléonore d'Autriche, sœur aînée de Charles-Quint, à l'abbaye des sœurs clarisses de Saint-Laurent-de-Beyries, près de Mont-de-Marsan.

### Jean Le Veneur et le Canada
En sa double qualité d'abbé du Mont-Saint-Michel et de grand aumônier de France, Jean Le Veneur présenta et recommanda Jacques Cartier à François Ier à l'occasion d'un pèlerinage que le roi fit à l'abbaye du Mont-Saint-Michel le 8 mai 1532. Le choix de Jacques Cartier, marin sans grande notoriété au moment de sa présentation au roi, semble dû au fait qu'un des parents du marin était procureur fiscal des revenus de ladite abbaye.
Pour permettre la prise de possession de terres nouvelles, le roi souhaita d'abord que soit traité le problème des droits nés de la bulle Inter caetera du pape Alexandre VI partageant les terres neuves entre Espagnols et Portugais. Il fallait éviter dans cette période troublée toute condamnation par Rome. Jean Le Veneur fit jouer ses relations avec Hippolyte de Médicis, neveu du pape Clément VII, et archevêque de Monreale en 1532. Jean Le Veneur obtint du pape en 1533 une interprétation de la bulle d'Alexandre VI limitant l'application de celle-ci aux terres découvertes au moment de sa rédaction et permettant la prise de possession par le roi de France des terres qu'il découvrirait. Cette interprétation permettait au roi de France de prendre l'initiative de nouveaux voyages de découverte de nouvelles terres et d'en prendre possession avec l'espoir d'y trouver des richesses semblables à celles du Mexique et peut-être de trouver un passage vers Cathay. Ce succès lui a probablement permis d'obtenir le chapeau de cardinal.
Tenant la promesse qu'il avait faite au roi à cette occasion, Jean Le Veneur participa de ses deniers aux frais du voyage de Jacques Cartier au futur Canada et fournit les aumôniers du voyage parmi les moines de l'abbaye du Mont-Saint-Michel. 
Le nom de Montréal donné à l'île d'Hochelaga serait un témoignage de reconnaissance à Hippolyte de Médicis.

### Cardinal
Jean Le Veneur fut créé cardinal du titre de Saint-Barthélémy en l'Île le 5 novembre 1533 à Marseille par le pape Clément VII.
Lors de ce voyage à Marseille, François Ier et le tout nouveau cardinal Le Veneur obtinrent par ailleurs du pape Clément VII une bulle limitant le partage du Nouveau Monde de 1493 (bulle Inter cœtera II) entre les couronnes d'Espagne et du Portugal aux seules terres connues à cette date « et non les terres ultérieurement découvertes par les autres couronnes ».

### Carrouges

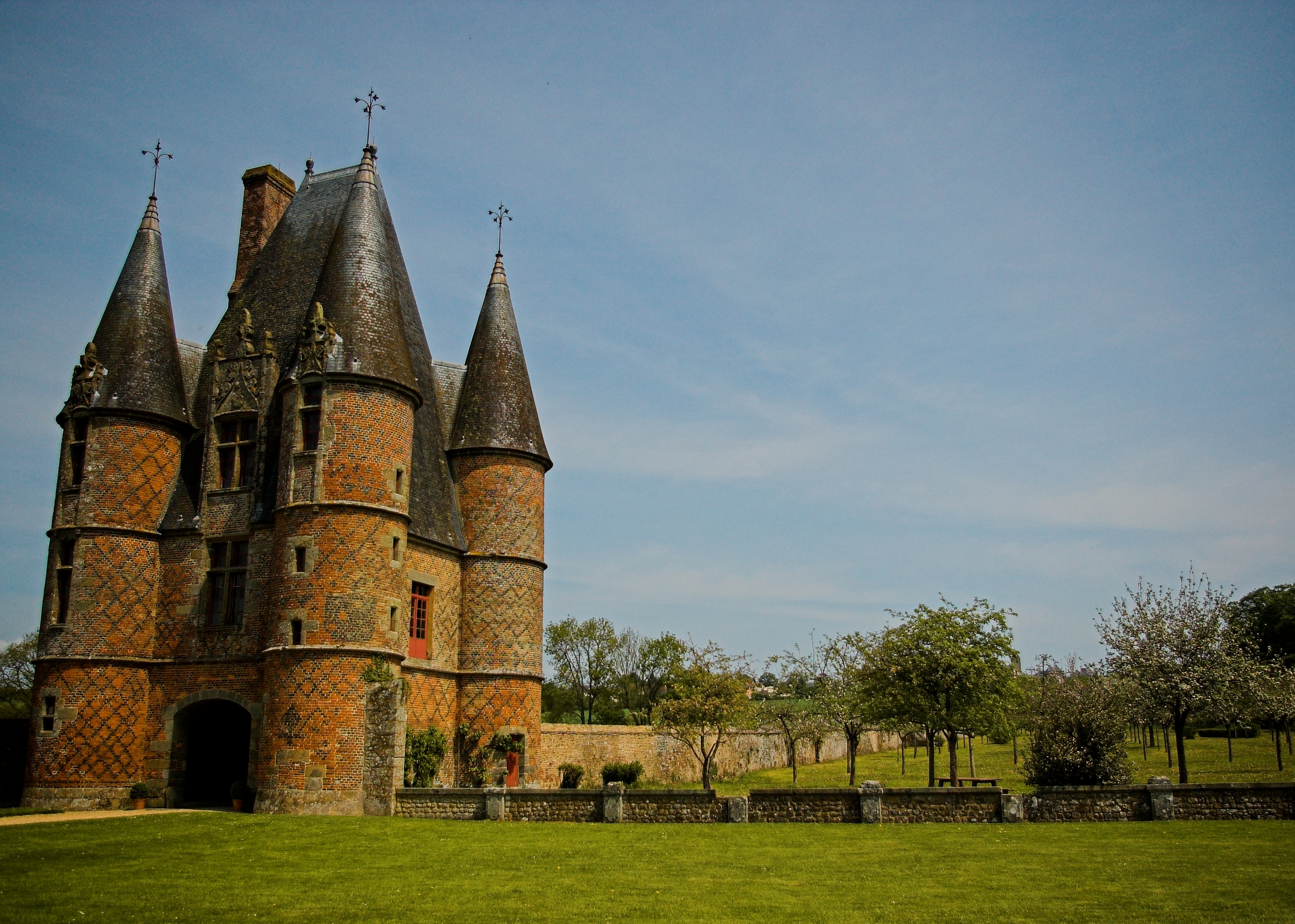
Le châtelet d'entrée du château de Carrouges.

Jean le Veneur a construit le châtelet qui marque l'entrée nord du domaine de Carrouges. Dans sa décoration en briques noires on peut voir la mitre et la crosse épiscopale mais pas le chapeau cardinalice, ce qui fait supposer qu'il a été construit entre 1505 et 1533. C'est Jean Le Veneur, neveu du cardinal, qui est devenu seigneur de Carrouges.

### Décès
Le cardinal Jean Le Veneur mourut le 7 août 1543, âgé de 70 ans. Il fut enterré à l'église Saint-André d'Appeville et son cœur fut porté et posé dans le chœur de l'abbaye du Bec.
Ami des lettres, Jean Le Veneur est cité par Rabelais au Quart Livre de Pantagruel, et Carrouges pourrait être un des modèles de l'abbaye de Thélème.
L'île Le Veneur au Québec, longue de 22 km, dans le cours moyen de la rivière Eastmain, a été baptisée ainsi en 1945 en mémoire du cardinal Le Veneur.

### Armoiries
Il portait pour armoiries : « d’argent à la bande d’azur chargée de trois sautoirs d’or », qui sont les armes de la famille Le Veneur de Tillières.